# Escut de Sant Quirze del Vallès

Escut oficial de Sant Quirze del Vallès

L'escut oficial de Sant Quirze del Vallès té el següent blasonament:
Escut caironat: d'or, una serra de sable entre 2 branques de llorer de sinople amb els extrems passats en sautor. Per timbre una corona mural de poble.

## Història
Va ser aprovat el 13 de juny de 1990 i publicat al DOGC el 29 de juny del mateix any amb el número 1311.
La serra és un senyal parlant que al·ludeix al nom anterior del municipi, Sant Quirze de la Serra (en aquest cas, la serra de Galliners, on està situada el poble). Les branques de llorer creuades són un senyal tradicional, i possiblement simbolitzen el màrtir sant Quirze, patró de la localitat.